# Reddehausen
Reddehausen ist ein Ortsteil der Gemeinde Cölbe im mittelhessischen Landkreis Marburg-Biedenkopf. Der Ort liegt am südlichen Rand des Burgwalds etwa 4 km nordöstlich des Kernorts Cölbe in Oberhessen.

## Geschichte

### Ortsgeschichte
Die älteste bekannte schriftliche Erwähnung von Reddehausen erfolgte unter dem Namen Reidenhusen im Jahr 1295 in den Urkundenbüchern der Deutschordensballei Hessen: Graf Gottfried VI. von Ziegenhain schenkte dem Deutschen Orden in Marburg einen Hof. In erhaltenen Urkunden späterer Zeit wurde der Ort unter den folgenden Ortsnamen erwähnt (in Klammern das Jahr der Erwähnung): Redinhusen (1374), Reddenhausen (1577) und Reddehausen (1630).
1374 hatte das Adelsgeschlecht Riedesel ein ziegenhainisches Lehen im Ort. Im Jahr 1474 schenken die von Hatzfeld, die von Fleckenbühl und die Gaugreben dem Konvent der Minoriten in Marburg Güterbesitz in Reddehausen. Vor 1447 erwarben die Barfüßer zu Marburg im Tausch einen Hof. 1479 verkaufen die von Fleckenbühl ihren Teil und ihre Gerechtigkeit des Medems- und Medemlandes, welches sie von Landgraf Heinrich III. von Oberhessen zu Lehen hatten, an den Franziskaner Orden in Marburg. Landgraf Philipp der Großmütige schenkte 1525 den Herren von Hatzfeld, den Hof, den die von Fleckenbühl testamentarisch den Barfüßern geschenkt hatten, der im Zuge der Reformation an die Landgrafschaft Hessen gefallen war.
Die meisten geschichtlichen Erwähnungen des Ortes beziehen sich auf den Verkauf, das Verschenken von Ländereien oder die Überlassung von Leibeigenen durch Adlige. Abseits der Handelswege blieb der Ort von größerem Unheil verschont.
Hessische Gebietsreform (1970–1977)
Zum 31. Dezember 1971 wurde die bis dahin selbständige Gemeinde Reddehausen im Zuge der Gebietsreform in Hessen auf freiwilliger Basis in die Gemeinde Cölbe eingegliedert. Für Reddehausen, wie für alle ehemals eigenständigen Gemeinden von Cölbe, wurden Ortsbezirke gebildet.

### Verwaltungsgeschichte im Überblick
Die folgende Liste zeigt die Staaten und Verwaltungseinheiten, denen Reddehausen angehört(e):
- vor 1567: Heiliges Römisches Reich, Landgrafschaft Hessen, Gericht Schönstadt (Gericht Schönstadt bestand aus den Orten: Kölbe, Bernsdorf, Bürgeln, Betziesdorf, Reddehausen, Schönstädt, Schwarzenborn und Bracht)[7]
- ab 1567: Heiliges Römisches Reich, Landgrafschaft Hessen-Marburg, Gericht Schönstadt
- 1604–1648: Heiliges Römisches Reich, strittig zwischen Landgrafschaft Hessen-Darmstadt und Landgrafschaft Hessen-Kassel (Hessenkrieg), Gericht Schönstadt
- ab 1648: Heiliges Römisches Reich, Landgrafschaft Hessen-Kassel, Amt Marburg[8]
- ab 1806: Landgrafschaft Hessen-Kassel, Amt Marburg
- 1807–1813: Königreich Westphalen, Departement der Werra, Distrikt Marburg, Kanton Rosenthal
- ab 1815: Kurfürstentum Hessen, Amt Marburg, Gericht Schönstadt[9]
- ab 1821: Kurfürstentum Hessen, Provinz Oberhessen, Landkreis Marburg[10][Anm. 2]
- ab 1848: Kurfürstentum Hessen, Bezirk Marburg
- ab 1851: Kurfürstentum Hessen, Provinz Oberhessen, Landkreis Marburg
- ab 1867: Königreich Preußen, Provinz Hessen-Nassau, Regierungsbezirk Kassel, Landkreis Marburg
- ab 1871: Deutsches Reich, Königreich Preußen, Provinz Hessen-Nassau, Regierungsbezirk Kassel, Landkreis Marburg
- ab 1918: Deutsches Reich, Freistaat Preußen, Provinz Hessen-Nassau, Regierungsbezirk Kassel, Landkreis Marburg
- ab 1944: Deutsches Reich, Freistaat Preußen, Provinz Kurhessen, Landkreis Marburg
- ab 1945: Amerikanische Besatzungszone, Groß-Hessen, Regierungsbezirk Kassel, Landkreis Marburg
- ab 1946: Amerikanische Besatzungszone, Hessen, Regierungsbezirk Kassel, Landkreis Marburg
- ab 1949: Bundesrepublik Deutschland, Hessen, Regierungsbezirk Kassel, Landkreis Marburg
- ab 1972: Bundesrepublik Deutschland, Hessen, Regierungsbezirk Kassel, Landkreis Marburg, Gemeinde Cölbe[Anm. 3]
- ab 1974: Bundesrepublik Deutschland, Hessen, Regierungsbezirk Kassel, Landkreis Marburg-Biedenkopf, Gemeinde Cölbe
- ab 1981: Bundesrepublik Deutschland, Hessen, Regierungsbezirk Gießen, Landkreis Marburg-Biedenkopf, Gemeinde Cölbe

### Gerichte seit 1821
Mit Edikt vom 29. Juni 1821 wurden in Kurhessen Verwaltung und Justiz getrennt. In Marburg wurde der Kreis Marburg für die Verwaltung eingerichtet und das Landgericht Marburg war als Gericht in erster Instanz für Reddehausen zuständig. 1850 wurde das Landgericht in Justizamt Marburg umbenannt. Nach der Annexion Kurhessens durch Preußen 1866 erfolgte am 1. September 1867 die Umbenennung des bisherigen Justizamtes in Amtsgericht Marburg. Auch mit dem Inkrafttreten des Gerichtsverfassungsgesetzes von 1879 blieb das Amtsgericht unter seinem Namen bestehen.

## Bevölkerung

### Einwohnerstruktur 2011
Nach den Erhebungen des Zensus 2011 lebten am Stichtag dem 9. Mai 2011 in Reddehausen 432 Einwohner. Darunter waren 12 (2,8 %) Ausländer. Nach dem Lebensalter waren 81 Einwohner unter 18 Jahren, 195 zwischen 18 und 49, 93 zwischen 50 und 64 und 66 Einwohner waren älter. Die Einwohner lebten in 174 Haushalten. Davon waren 48 Singlehaushalte, 39 Paare ohne Kinder und 60 Paare mit Kindern, sowie 21 Alleinerziehende und 6 Wohngemeinschaften. In 27 Haushalten lebten ausschließlich Senioren und in 123 Haushaltungen lebten keine Senioren.

### Einwohnerentwicklung
| Quelle: Historisches Ortslexikon | |
| • 1502:                          | 6 Männer (nur landgräflicher Anteil) 2 zweispänn., 1 einspänn. Ackerleute, 8 Einläuftige               |
| • 1577:                          | 20 (12 landgräflich) Hausgesesse                                                                       |
| • 1630:                          | 11 Hausgesesse (nur landgräflicher Anteil)                                                             |
| • 1838:                          | 263 Einwohner (Familien: 26 nutzungsberechtigte, 12 nicht nutzungsberechtigte Ortsbürger, 3 Beisassen) |

| Reddehausen: Einwohnerzahlen von 1744 bis 2011 | Reddehausen: Einwohnerzahlen von 1744 bis 2011 | Reddehausen: Einwohnerzahlen von 1744 bis 2011 | Reddehausen: Einwohnerzahlen von 1744 bis 2011 | Reddehausen: Einwohnerzahlen von 1744 bis 2011 |
| --- | ---------------------------------------------- | ---------------------------------------------- | ---------------------------------------------- | ---------------------------------------------- |
| Jahr |                                                |                                                |                                                | Einwohner                                      |
| 1744 | 1744                                           |                                                | 147                                            | 147                                            |
| 1800 | 1800                                           |                                                | ?                                              | ?                                              |
| 1834 | 1834                                           |                                                | 240                                            | 240                                            |
| 1840 | 1840                                           |                                                | 261                                            | 261                                            |
| 1846 | 1846                                           |                                                | 290                                            | 290                                            |
| 1852 | 1852                                           |                                                | 303                                            | 303                                            |
| 1858 | 1858                                           |                                                | 294                                            | 294                                            |
| 1864 | 1864                                           |                                                | 296                                            | 296                                            |
| 1871 | 1871                                           |                                                | 263                                            | 263                                            |
| 1875 | 1875                                           |                                                | 272                                            | 272                                            |
| 1885 | 1885                                           |                                                | 261                                            | 261                                            |
| 1895 | 1895                                           |                                                | 259                                            | 259                                            |
| 1905 | 1905                                           |                                                | 261                                            | 261                                            |
| 1910 | 1910                                           |                                                | 256                                            | 256                                            |
| 1925 | 1925                                           |                                                | 270                                            | 270                                            |
| 1939 | 1939                                           |                                                | 267                                            | 267                                            |
| 1946 | 1946                                           |                                                | 405                                            | 405                                            |
| 1950 | 1950                                           |                                                | 389                                            | 389                                            |
| 1956 | 1956                                           |                                                | 310                                            | 310                                            |
| 1961 | 1961                                           |                                                | 294                                            | 294                                            |
| 1967 | 1967                                           |                                                | 333                                            | 333                                            |
| 1980 | 1980                                           |                                                | ?                                              | ?                                              |
| 1990 | 1990                                           |                                                | ?                                              | ?                                              |
| 2000 | 2000                                           |                                                | ?                                              | ?                                              |
| 2011 | 2011                                           |                                                | 432                                            | 432                                            |
| Datenquelle: Historisches Gemeindeverzeichnis für Hessen: Die Bevölkerung der Gemeinden 1834 bis 1967. Wiesbaden: Hessisches Statistisches Landesamt, 1968. Weitere Quellen: LAGIS; Zensus 2011 |                                                |                                                |                                                |                                                |

### Historische Religionszugehörigkeit
| Quelle: Historisches Ortslexikon |                                                                                            |
| • 1861:                          | 286 evangelisch-lutherische, 8 evangelisch-reformierte, ein römisch-katholischer Einwohner |
| • 1885:                          | 261 evangelische (= 100,00 %) Einwohner                                                    |
| • 1961:                          | 265 evangelische (= 90,14 %), 23 katholische (= 7,82 %) Einwohner                          |

### Historische Erwerbstätigkeit
| Quelle: Historisches Ortslexikon | |
| • 1744:                          | Erwerbspersonen (nur landgräflicher Anteil): drei Wagner, ein Wirt, ein Leineweber, zwei Schmiede, ein Ziegelbrenner, zwei Tagelöhner. |
| • 1961:                          | Erwerbspersonen: 65 Land- und Forstwirtschaft, 57 Produzierendes Gewerbe, 12 Handel und Verkehr, 14 Dienstleistungen und Sonstiges.    |

## Politik
Für Reddehausen besteht ein Ortsbezirk mit Ortsbeirat und Ortsvorsteher nach der Hessischen Gemeindeordnung. Er umfasst das Gebiet der ehemaligen Gemeinden Reddehausen.
Der Ortsbeirat besteht aus fünf Mitgliedern. Bei den Kommunalwahlen in Hessen 2021 betrug die Wahlbeteiligung zum Ortsbeirat 65,68 %. Dabei wurden gewählt: drei Mitglieder der SPD und zwei Mitglieder der „Offenen Liste Reddehausen“. Der Ortsbeirat wählte Hildegard Otto (SPD) zur Ortsvorsteherin.

## Kirche

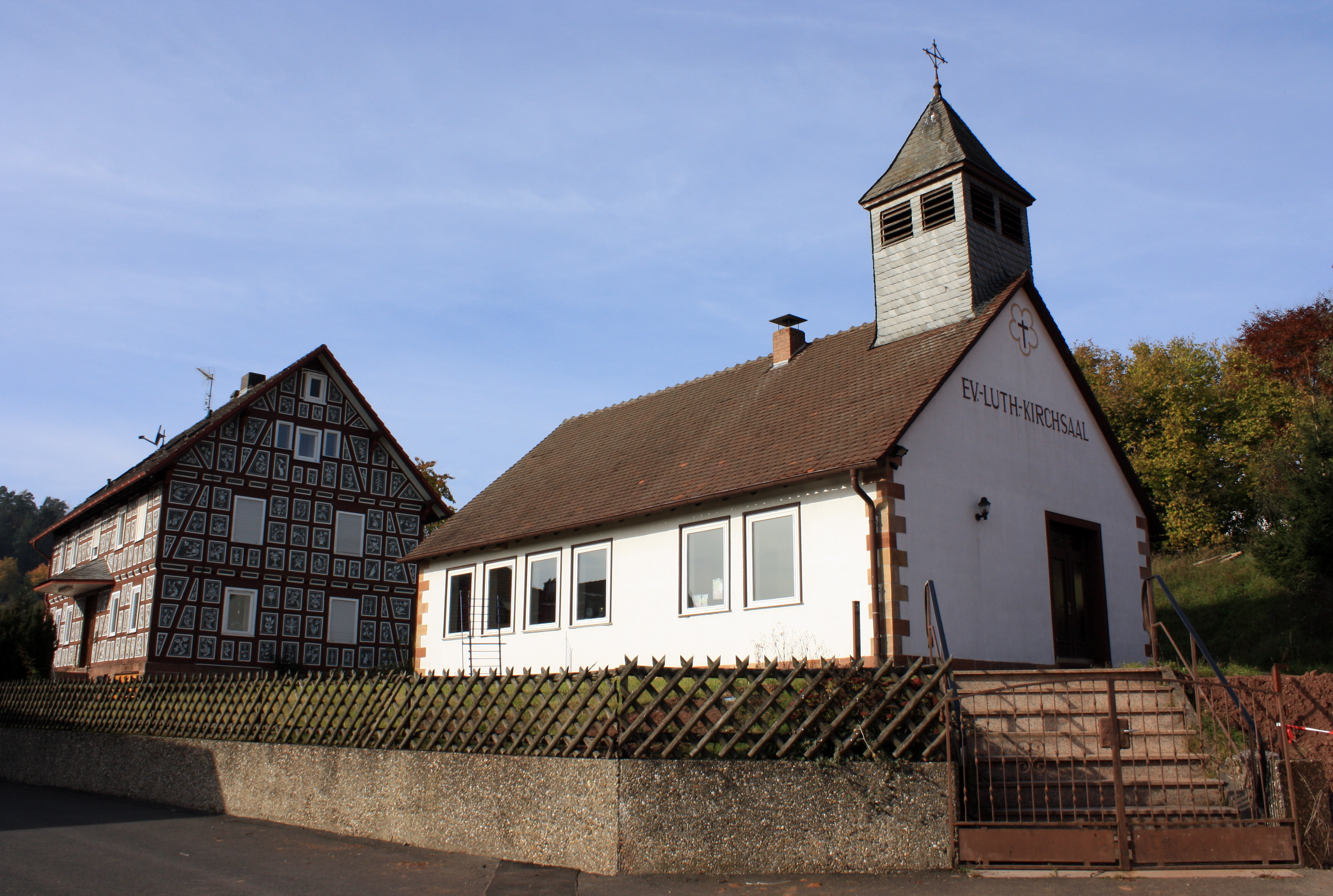
Kirche und benachbartes Fachwerkhaus

In Reddehausen dient der evangelisch-lutherische Kirchsaal der Gemeinde als Kirche. Die Gemeinde wird vom Pfarramt Schönstadt betreut. Im Rahmen der letzten Bausanierung wurde ein Ensemble aus Altar, Lesepult, Taufe und Wandkreuz von Michael Possinger gestaltet.